# کل ابلق
کل ابلق (نام علمی: Damaliscus pygargus) نام یک گونه از سرده شاخ‌چنگی است.